# Hägring 38
Hägring 38 är en roman av den finlandssvenske författaren Kjell Westö utgiven 2013.
För romanen tilldelades Westö Sveriges Radios Romanpris och Nordiska rådets litteraturpris samt nominerades till Augustpriset.

## Handling
Handlingen utspelar sig under åtta månader under 1938 i Helsingfors. Huvudperson är advokaten Claes Thune och boken utspelar sig i en finlandssvensk borgerlig miljö. Han har lämnats av sin hustru Gabi som blivit tillsammans med hans vän Lindemark. Banan och Lindemark träffas i diskussionsgruppen Onsdagsklubben som de bildat tillsammans med de gamla vännerna Arelius och Joachim Jary för att diskutera politik och kultur men mest för att umgås och dricka sig redlösa. Gruppen splittras efterhand i en liberal del som Thune tillhör och en högerorienterad. Adolf Hitlers expansionspolitik väcker både vrede och beundran. Joachim Jary drabbas av sinnessjukdom och tas in på mentalsjukhus.
Thune engagerar sig som utrikespolitisk skribent i dagspressen och blir publicerad i Svenska Pressen. På Thunes kontor arbetar Matilda Wiik som nyanställd sekreterare. Hon har tragiska minnen från finska inbördeskriget och övergrepp begångna mot henne i fångläger. En dag när onsdagsklubben träffas på Thunes kontor hör Matilda sin plågoande från fånglägret. Plågoanden, "Kaptenen",  som inte inser vem Matilda är, börjar uppvakta henne. Först i bokens slutskede får läsaren veta vem "Kaptenen" verkligen är.
I boken återberättas händelsen vid invigningen av Helsingfors Olympiastadion när Abraham Tokazier, som var av judisk börd, korsade mållinjen i 100-metersloppet som etta. De officiella resultaten placerade honom först på fjärde plats, trots att man först hade ropat ut honom som vinnare. I boken är det Joachim Jarys brorson Salomon Jary som är Tokazier.

## Mottagande

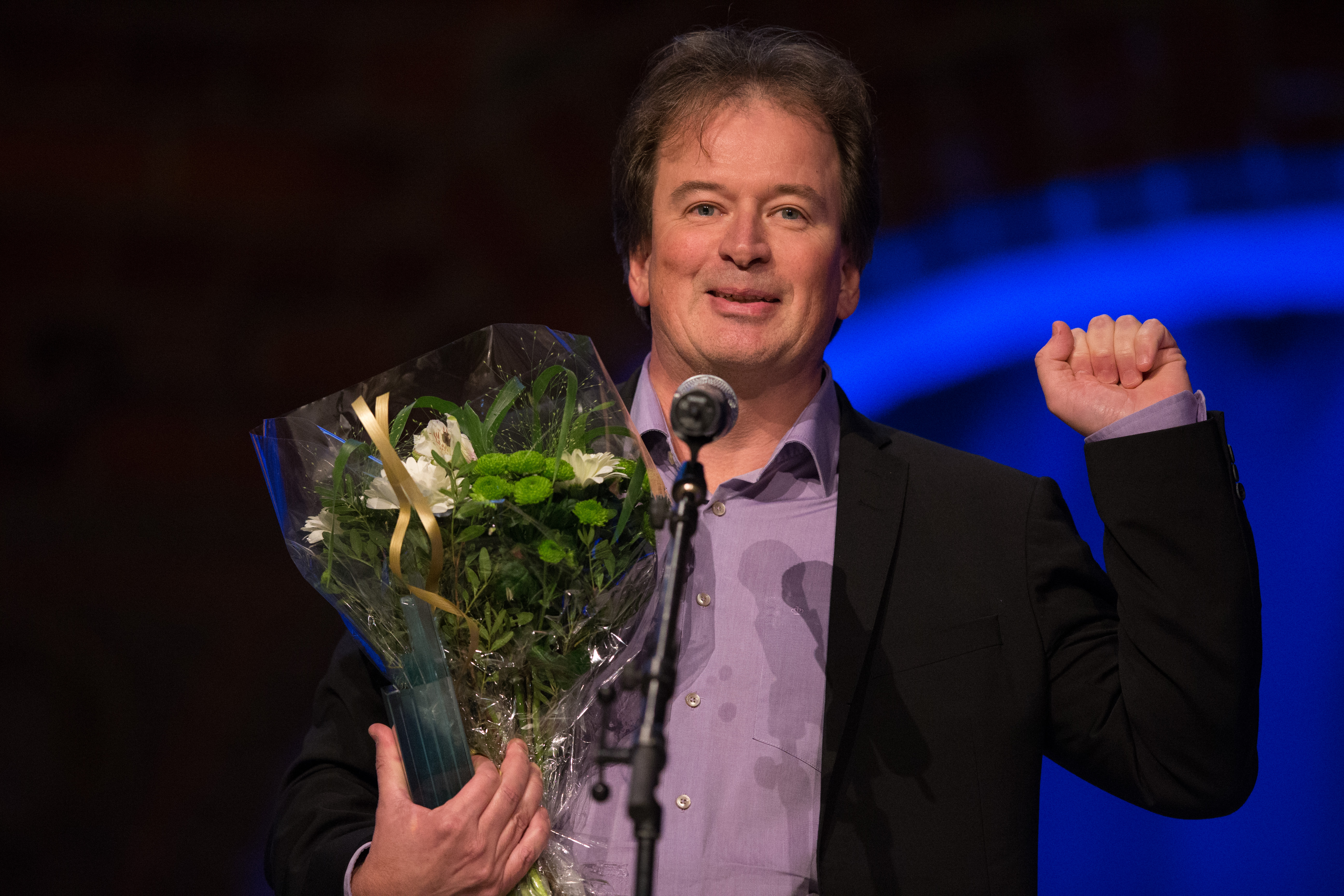
Westö vid Nordiska rådets session 2014

Romanen fick ett positivt mottagande av flera kritiker. I Aftonbladet skrev Ragnar Strömberg att ”Hägring 38 är ett fullödigt konstnärligt vittnesbörd om att ambivalens är en rättighet, och att ta ställning till tidens stora, svåra frågor en skyldighet”. Jan Arnald i Dagens Nyheter tyckte att Westö förnyat sitt författarskap på ett lyckat sätt genom att tillföra ett spänningsmoment. Torbjörn Forslind i Svenska Dagbladet ansåg att romanen är en ”imponerande prestation” som belyser Finlands svåra historia.
Romanen belönades med Nordiska rådets litteraturpris 2014 med motiveringen att den "på stämningsmättad prosa levandegör ett kritiskt ögonblick i Finlands historia med bäring på vår samtid”.